# Pau-amargo

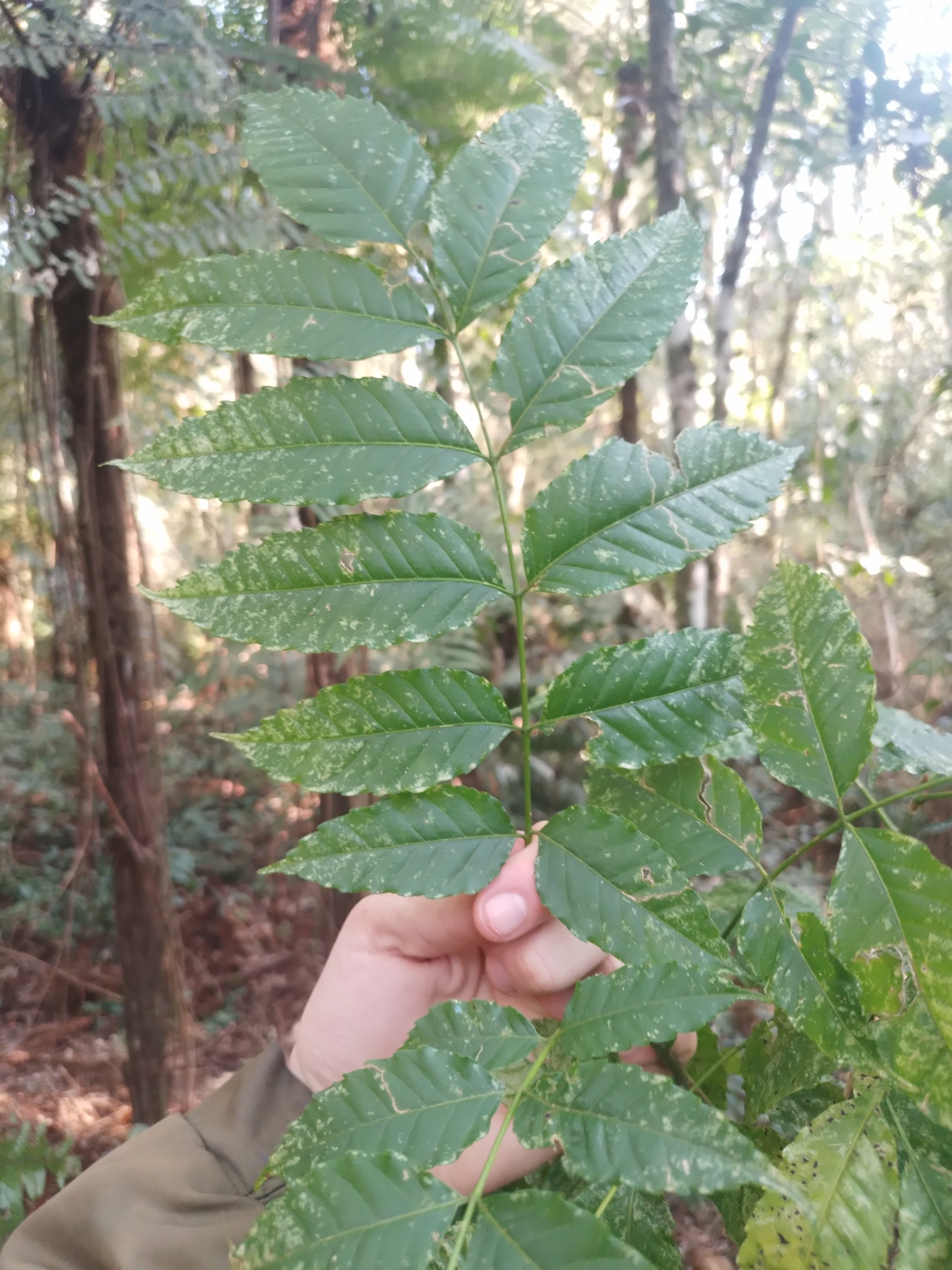
Picrasma crenata

O Picrasma crenata (Vell.) Engl., também conhecido como Pau-Amargo, Pau-Tenente e Tenente-José é uma árvore da família das Simaroubaceae.
As árvores podem chegar até 20 metros de altura e possuem folhas alternas, imparipinadas e os frutos são do tipo drupídeos obovóides, glabros com apenas 1 semente por dripídeo.
A planta é nativa do Brasil, porém não endémica, tendo sua ocorrência confirmada na Mata Atlântica nas seguintes regiões do país: Nordeste (Bahia, Pernambuco); Sudeste (Minas Gerais, Rio de Janeiro, São Paulo); Sul (Paraná, Rio Grande do Sul, Santa Catarina). É encontrada nas Floresta Estacional Semidecidual, Floresta Ombrófila (Floresta Pluvial), Floresta Ombrófila Mista e Restinga.